# Forcipomyia vespa
Forcipomyia vespa är en tvåvingeart som beskrevs av Debenham 1987. Forcipomyia vespa ingår i släktet Forcipomyia och familjen svidknott. Inga underarter finns listade i Catalogue of Life.